# 大绿雀鹎
大绿雀鹎（学名：Aegithina lafresnayei）为和平鸟科雀鹎属的鸟类。分布于中南半岛以及中国大陆的云南等地，多栖息于海拔约800米以下的山林、多在开阔的次生林以及或坝区附近的林间、林缘或灌丛、竹丛中活动。该物种的模式产地在马来西亚马六甲。

## 亚种
- 大绿雀鹎云南亚种（学名：Aegithina lafresnayei innotata）。分布于中南半岛、南达泰国以及中国大陆的缅甸等地。该物种的模式产地在缅甸若开。[2]